# Villa San Marcial

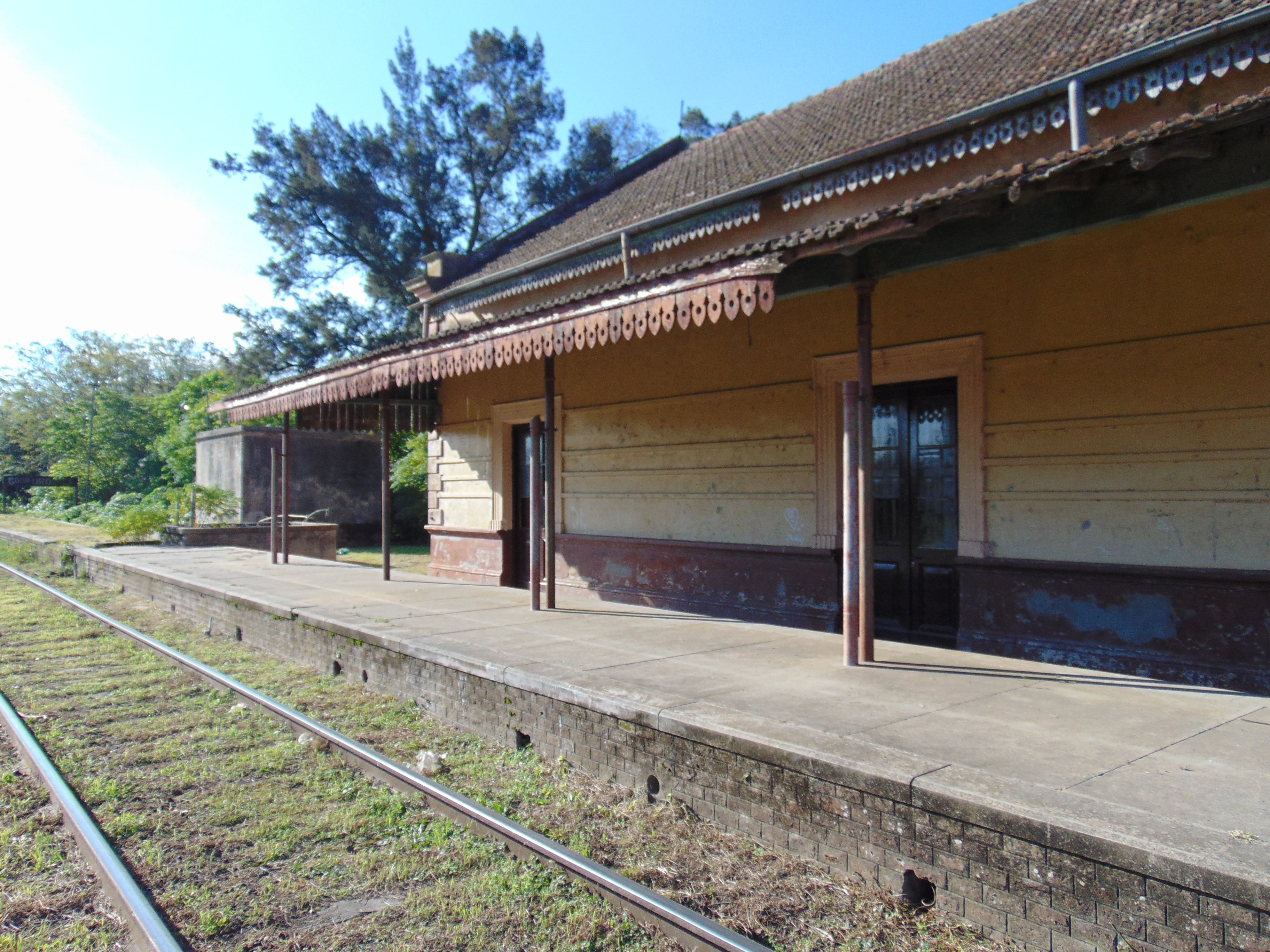
Estación Gdor. Urquiza.

San Marcial o Estación Gobernador Urquiza es una localidad y comuna de 1ª categoría del distrito Moscas del departamento Uruguay, en la provincia de Entre Ríos, República Argentina. Se halla sobre la Ruta Provincial 20, que une las ciudades de Villaguay y Basavilbaso. Villa San Marcial es reconocida a nivel nacional por la fabricación de alpargatas, ya que posee una de las mayores concentraciones de industrias encargadas de su confección.
La población de la localidad, es decir sin considerar el área rural, era de 655 personas en 1991 y de 614 en 2001. La población de la jurisdicción de la junta de gobierno era también de 614 habitantes en 2001, por lo que toda fue considerada urbana.

## Comuna
La reforma de la Constitución de la Provincia de Entre Ríos que entró en vigencia el 1 de noviembre de 2008 dispuso la creación de las comunas, lo que fue reglamentado por la Ley de Comunas n.º 10644, sancionada el 28 de noviembre de 2018 y promulgada el 14 de diciembre de 2018. La ley dispuso que todo centro de población estable que en una superficie de al menos 75 km² contenga entre 700 y 1500 habitantes, constituye una comuna de 1ª categoría. La Ley de Comunas fue reglamentada por el Poder Ejecutivo provincial mediante el decreto 110/2019 de 12 de febrero de 2019, que declaró el reconocimiento ad referéndum del Poder Legislativo de 34 comunas de 1ª categoría con efecto a partir del 11 de diciembre de 2019, entre las cuales se halla San Marcial. La comuna está gobernada por un departamento ejecutivo y por un consejo comunal de 8 miembros, cuyo presidente es a la vez el presidente comunal. Sus primeras autoridades fueron elegidas en las elecciones de 9 de junio de 2019.
El ejido de la comuna fue ampliado por ley n.º 10992 sancionada el 18 de agosto de 2022.
Su mayor referente y caudillo es Tito Fornasari más conocido como Dr Kilómetro.